# Alexandre Vauthier
Pour les articles homonymes, voir Vauthier.
Alexandre Vauthier, né le 30 novembre 1971, est un couturier français, « Membre permanent » de la Chambre syndicale de la haute couture depuis décembre 2014.
En 2014, il a été nommé aux Globes de Cristal dans la catégorie Meilleur créateur de mode.

## Biographie
Après un bac A2 (Lettres & Langues) option Arts Plastiques, il étudie 2 ans à l’université de droit de Bordeaux IV.
En 1991, il intègre l’école ESMOD d’où il sort diplômé en 1994.
Dès 1993, il intègre la maison Thierry Mugler Couture pour un stage qui évoluera en poste d’assistant auprès du créateur pendant quatre ans.
Il évolue en 1997 chez Jean Paul Gaultier, où il prend en charge pendant huit ans les collections couture.
En 2008, de nombreux voyages en Asie et en Californie lui ouvrent de nouveaux horizons créatifs et font germer l'idée d'une première collection.
Il décide de voler de ses propres ailes et ouvre la maison de couture qui porte son nom.
En 2009, son premier défilé dévoile son identité propre et son univers. Sa collection rencontre un franc succès.
Aujourd'hui Alexandre Vauthier présente chaque saison sa collection en marge de la Semaine de la Haute Couture en tant que « Membre invité » par la Chambre syndicale. Il habille des célébrités telles que Lady Gaga, Beyoncé , Rihanna, Madonna, Fanny Ardant, Miley Cyrus, Bella Hadid, Monica Bellucci,...[réf. nécessaire]
Pour 2012, Alexandre Vauthier est nommé directeur artistique de la gamme Premium du fabricant français de doudounes Pyrenex.
En 2014, la maison acquiert l'appellation haute couture,.
En 2024, en proie à d'importantes difficultés financières liées à la crise du Covid 19 et à l'affaiblissement du réseau de retail mondial qui en découle, la maison entre en redressement judiciaire, à l'issue duquel elle est reprise par l'e-commerçant de mode californien Revolve, côté à la bourse de New York.

## Alexandre Vauthier et les artisans
Quand il lance sa marque en 2008, Alexandre Vauthier fait appel aux plus grands artisans de la couture et du luxe pour le suivre dans cette aventure comme François Lesage, Swarovski, Christian Louboutin, Saga-Furs et bien d'autres.